# ハートフルホスピタル
Heartfull Hospital(ハートフルホスピタル）は、元医師だった赤澤貴洋らによる医療系バンドである。

## グループの歴史
グループ結成者である赤澤貴洋は、中学校時代から楽器を始め、自分で作詞作曲を行うほどの音楽好きであった。医師免許取得後、内科医として病院へ勤務する中、患者の苦痛を和らげる目的で手術時や治療時に患者の希望する音楽をかけて処置を行っていた。術後の調査では、多くの患者から好意的な回答が得られていたという。
2004年、歌手としてデビューしていた大咲舞の父親が赤澤の主治医になったのをきっかけとし、2006年10月に結成された。
2007年7月10日、「医療系バンド」として、1stCD「経過良好」をインディーズレーベルよりリリース（全国流通）した。医療の最前線に従事する現役医師としての経験から、病院、医療現場で実際に起きた日々の出来事をモチーフに楽曲を制作している。主な活動である病院や老人保健施設での慰問ボランティアライブの他、ライブイベントへの参加も精力的に行い、CDの流通販売収益は臓器移植ネットワークなどの医療財団へ寄付している。リアルな医療現場での様々な出来事を通し、医師として、一人の人間として感じた想いをストレートに伝えている。普段なかなか伝えられない医療従事者側の想いや、医療現場での闘病生活の中から生まれてくる喜怒哀楽を含めた家族愛や絆を歌う。
2015年12月3日、赤澤貴洋が収賄の容疑で逮捕される。
内科医である赤澤の他、メンバーも全員医療系従事者か医療系の資格を有している。

## 2009年11月現在のメンバー
- 赤澤貴洋（Vocal兼Guitar） 内科医
- 山口千景（Vocal） 看護師 タレント
- 村川卓也（Bass） 医療機器メーカー勤務
- 小塚智也（Guitar） 医療機器メーカー勤務
- 飯塚 健（Piano） ピアニスト 介護ボランティア

（公式ブログより ）

## 主な作品
テレビ東京系（テレビ大阪制作、全国23局放送）「ボランティア21」のエンディングテーマに、2ndCD「永い二人だから」のCW曲「あなたがいたから」が採用（2008年5月～11月）。
3rdCD「ありがとう」が山本化学工業のCM「研究員編」「ゼロポジションスポーツベルト編」に採用される。(2012年12月〜)
- 1stCD「経過良好」（2007年7月10日発売）
- 2ndCD「永い二人だから」（2008年4月29日発売）
- 3rdCD「ありがとう」（2009年8月26日発売）

## 主なテレビ番組出演歴
- テレビ朝日「スーパーJチャンネル」で特集
- BS日テレ「キズナのちから」で特集
- NHK総合テレビ「ゆうどきネットワーク」で特集
- テレビ大阪「ボランティア21」で特集
- CBCテレビ「イッポウ」で特集
- 東海テレビ「ぴーかんテレビ」で特集
- メ～テレ「UP」で特集
- NHK総合テレビ（名古屋）「さらさらサラダ」「マンテン」
- 中京テレビ「幸せの黄色い仔犬」 等